# ハーフンガー
ハーフンガー（中国語名「哈豊阿」又は「藤 續文」、（モンゴル語：хафунга），1908年3月8日 - 1970年11月29日）は、ホルチン左翼中旗生まれの内モンゴル人。モンゴル民族の合併統一を唱えた民族独立運動のリーダー。

## 駐日本大使館の外交官
20世紀の30年代から40年代まで、満州国駐日本大使館の参事官として、東京に駐在していた。ハーフンガーは満州国の駐日本外交官とはいえ、当時のコミンテルンの影響で、モンゴルの完全独立、内モンゴルと外モンゴルの民族統一の理想を実現するため、モスクワ中山大学から帰国したポンサグ、トゥムルバガナからの推薦で、1932年に同時まだ非公開化の内モンゴル人民革命党に参加。太平洋戦争が勃発後、アメリカを相手に戦う日本にとって、敗戦は時間の問題だと見込み、敗戦後の日本は一旦、その支配下の満州地方を撤退すると、モンゴル民族の統一にとって、大きなチャンスが訪れると判断していた。そのために、内モンゴルの自治と外モンゴルとの合併統一に向けて、準備活動を進めていた。

## 夢に消え去った民族統一運動
1945年8月18日に、即ち、日本がポツダム宣言の受諾を発表した3日後、ハーフンガーはトゥムルバガナ、ポンサグ、ボヤンマンダフ（博彦満都）のほかの内モンゴル民族独立派のリーダーたちと共に、ソ連対日参戦で内モンゴルに進駐したソ連軍とモンゴル人民共和国軍に呼応して、王爺廟（ウランホト市）で「内モンゴル人民解放宣言」を発布。内モンゴル人民革命党の活動を公開化、人民革命党東モンゴル支部を発足、また、内モンゴル人民革命党の綱領を発表。綱領には「マルクスレーニン主義に基づき、ソ連、モンゴル人民共和国の指導の下で、内モンゴル人民の解放と民主政権の樹立、民族平等の実現、中国共産党、モンゴル人民革命党及び国際の共産主義政党と連携、内モンゴルでの社会主義と共産主義の実現、モンゴル人民共和国との統合」などの旨が記載されていた。そして、捕虜として拘束された旧興安軍の兵士たちを釈放し、その戦力を生かして東モンゴル自治軍を編成した。これらの一連の動きで、内モンゴル東地方の自治運動は表面化された。1945年の10月にハーフンガーはトゥムルバガナ、ボヤンマンダフと共に、内外モンゴル統合希望の10万人に及ぶ署名を持ってウランバートルへ赴き、当時のモンゴル人民共和国の首脳のホルローギーン・チョイバルサンに面会し、内外モンゴルの統一願望を陳述した。しかし、内外モンゴルの統一にチョイバルサンは難色を示した。その背景には同年2月に行われたヤルタ会議で、モンゴル人民共和国の現状を維持することは会談内容の一つとして、米、ソ、英の3ヶ国首脳の間で合意されたこと、その一方、中ソ友好条約の締結のため、また、外モンゴルの完全独立も阻止するため、1945年6月から8月にかけて、当時の中華民国政府の宋子文外相はモスクワでスターリンとの会談際に、外モンゴルの独立支持を撤回するようとソ連政府へ要望したが、それを一蹴したスターリンから反って内外モンゴルの統一運動を持ち出され、外モンゴルの独立現状を認めるか、それとも内外が統合された「大モンゴル国」を認めるかという苦渋な対応を逼られた結果、中国の国民党政府は独立賛否をめぐるモンゴル人民共和国の国民投票結果（10月20日に国民投票）を承認するという条件付きで、ソ連に譲歩したこと、また、ソ連としては、外モンゴルの独立を支持しながらも、モンゴルの統合運動はソ連境内のモンゴル人居住地域のブリヤート地方にも波及しかねないと懸念し、内外モンゴルの統合も好ましくなかったなどの事情があった。その様々な背景下で、「内モンゴルの自治問題は中国領内で解決すべきだ」とチョイバルサンも内外モンゴルの統合を断らざるを得なかった。1946年1月5日に中華民国政府が外モンゴルの独立を正式に承認したことで、内外モンゴルは事実上で分断された。

## 中国共産党との統合と内モンゴル自治区の樹立
ハーフンガーなどの内モンゴル民族自治運動独立リーダーたちはモンゴル統一の夢が無残に砕かれ、内モンゴルに戻ってから、独立に近い内モンゴルの自治運動を展開していた。1946年1月に東モンゴル自治政府が発足。ハーフンガーは秘書長に任命された。発足大会で可決された「東モンゴル人民自治政府施政綱領」には「民族の自治、自決の支持、独自銀行の設立、通貨の発行、独自の軍隊」などの旨が掲載されていた。
東モンゴル自治政府の成立は外モンゴルの独立を承認したばかりの国民党政府にとって、かなり衝撃であった。東モンゴル自治政府の成立がもはやソ連と外モンゴルの「陰謀」ではないかと見なされ、国民党政府はそれを認めなかった。
一方、国民党政府との内戦を控え、勝算をまだ把握していなかった共産党側は「統一戦線」を武器に国民党への包囲網を形成させ、内モンゴル民族自治運動を共産党陣営へ導くために、東モンゴル自治政府の成立へ祝電を送り、「民族自治権の尊重」と「国民党政府の大漢民族主義に反対」を共産党の将来施策として唱えた一方、独立をやめ、区域自治にとどまるようと内モンゴル民族自治運動に説得した。その上、延安からウランフを東モンゴル地方へ派遣、内モンゴル民族自治運動を牛耳るよう中国共産党指導部は策案していた。
1946年4月3日の内モンゴル自治運動の統合大会は、東西内モンゴル自治運動が合併、東モンゴル自治政府の解散、内モンゴル人民革命党の活動停止などの決議を採択したことで、内モンゴル民族自治運動は事実上中国共産党に握られていた。また、内モンゴル人民革命党の活動停止後のハーフンガーも同年に中国共産党に入党。1947年5月1日に王爺廟で内モンゴル自治区の樹立を宣言、ウランフは内モンゴル自治区の主席に、ハーフンガーは内モンゴル自治区の副主席に選ばれた。

## 1949年以後
1949年に中華人民共和国が樹立した後、ハーフンガーは依然として内モンゴル自治区の副主席であるが、他の民族独立派の幹部と共に名誉な官職を与えられ、厚遇されながらも、権力中枢から排除されていた。その一方、実権のポストは殆ど、ウランフに代表される延安共産派と後に内モンゴルへ派遣された漢民族幹部により握られていた。モンゴル語も分からないトゥムド左旗出身のウランフは内モンゴル自治区の主席に就いた一方、内モンゴル自治区の中国共産党委員会の第一書記も兼任していた。このような「東西両派」、即ち民族独立派と延安共産派に構築されていた幹部構造は文化大革命まで続いていた。

## 文化革命期
1966年に中国は文化大革命が勃発。内モンゴル自治区主席のウランフは北京に護送され、問われた「罪名」の一つは「長い間、民族分裂主義者のハーフンガーを庇護していた」とのことであった。その後、まもなく内モンゴル地方では所謂「内モンゴル人民革命党摘発」の粛清運動が行われ、4万人ほどのモンゴル人は数年間に及ぶこの粛清運動で命を奪われ、その大半は「内モンゴル人民革命党」と何の関りもなかったことがわかっている。もちろん、内モンゴル人民革命党と関わったことがあるハーフンガーもこの未曾有の災いから免れず、粛清運動が開始後、彼はすぐに監禁され、1970年11月29日にフフホト市の監禁先で死去。63歳であった。文化大革命が終了後、当時の胡耀邦に主導された文革冤罪の是正と名誉回復で、1979年4月17日に中国共産党当局はハーフンガーの追悼大会を開き、彼の無実を宣告した。

## 「民族自治区」の真価
1947年に内モンゴル自治区の発足は中国の史上では、初めて漢民族以外の行政地方自治体として誕生した。それは独自通貨、地方憲法、地方軍隊などを有する高度な自治体として、「中華民主共和国連邦」という連邦制の国づくりを目指す構想で発足した。
しかし、1949年に中国共産党が政権基盤を固めた後、内戦に勝った共産党当局にとって、内モンゴル自治区運動がもはや「統一戦線」としての利用価値はなくなり、モンゴル民族に約束した民族自治の実施も棚上げにした。また、中国政府は、1955年に新疆ウイグル自治区を、1965年にチベット自治区をそれぞれの民族自治行政地域として設立したが、これらの「自治区」の実状は内モンゴル自治区と同じく漢民族の行政地域の「省」と殆ど変わりがなく、地方民族自治の意味から遠く離れている。そして、中国内陸から大量な漢民族の移民で、地元民族文化が完全に漢民族文化に圧され、自分の民族文化破滅を不安にする原住民が民族権利を求める動きに対して、中国政府はいつも厳しい弾圧で臨む。パンチェン・ラマ10世が公的な場で常に中国政府へ「自治区」に相応しい民族自治を行うよう訴えていたが、中国政府に無視された。